# Alessandrina di Prussia (principessa 1915)
Alessandrina Irene di Prussia (Berlino, 7 aprile 1915 – Starnberg, 2 ottobre 1980) è stata una principessa prussiana.

## Biografia
Alessandrina nacque al Kronprinzenpalais, figlia del principe ereditario Guglielmo, e di sua moglie, la principessa Cecilia di Meclemburgo-Schwerin. I suoi nonni erano l'imperatore Guglielmo II e Augusta Vittoria di Schleswig-Holstein-Sonderburg-Augustenburg, e quelli materni erano Federico Francesco III di Meclemburgo-Schwerin e la Granduchessa Anastasija Michajlovna Romanova. In famiglia veniva chiamata "Adini".

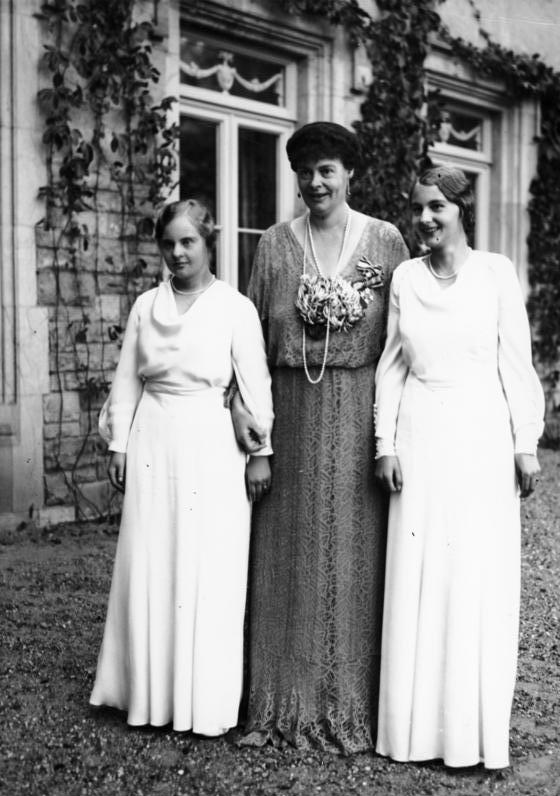
Cecilia di Meclemburgo-Schwerin e le figlie, la principessa Alessandrina (a sinistra) e la principessa Cecilia (a destra), 1934

Era diventato chiaro poco dopo la sua nascita, che Alessandrina fosse nata con la sindrome di Down. A differenza di altri bambini reali nati con difficoltà, Alessandrina non venne tenuta nascosta. È apparsa in foto di famiglia ufficiali e in occasione di eventi. È stata curata principalmente dalla sua infermiera, Selma Boese. Da adolescente, Alessandrina ha frequentato la Trüpersche Sonderschule, una scuola dedicata alla formazione di giovani donne con bisogni speciali.
Visse la maggior parte della sua vita in Baviera, prima a Pöcking e successivamente vicino al lago di Starnberg. Veniva regolarmente visitata dalla sua famiglia, in particolare da suo fratello Luigi Ferdinando.

## Morte
Morì il 2 ottobre 1980 e venne sepolta vicino ai suoi genitori e al fratello Federico al castello di Hohenzollern.

## Ascendenza
|                                                                |                                               |                                                             | Genitori                                                |  |  | Nonni |  |  | Bisnonni                 |  |  | Trisnonni               |  |
|                                                                |                                               |                                                             |                                                         |  |  |       |  |  | Federico III di Germania |  |  | Guglielmo I di Germania |  |
|                                                                |                                               |                                                             |                                                         |  |  |       |  |  | Federico III di Germania |  |  | Guglielmo I di Germania |  |
|                                                                |                                               | Augusta di Sassonia-Weimar-Eisenach                         |                                                         |  |  |       |  |  | Federico III di Germania |  |  |                         |  |
| Guglielmo II di Germania                                       |                                               |                                                             |                                                         |  |  |       |  |  | Federico III di Germania |  |  |                         |  |
|                                                                |                                               | Vittoria di Sassonia-Coburgo-Gotha                          | Alberto di Sassonia-Coburgo-Gotha                       |  |  |       |  |  |                          |  |  |                         |  |
|                                                                |                                               | Vittoria di Sassonia-Coburgo-Gotha                          | Alberto di Sassonia-Coburgo-Gotha                       |  |  |       |  |  |                          |  |  |                         |  |
|                                                                |                                               | Vittoria di Sassonia-Coburgo-Gotha                          | Vittoria del Regno Unito                                |  |  |       |  |  |                          |  |  |                         |  |
| Guglielmo di Prussia                                           |                                               | Vittoria di Sassonia-Coburgo-Gotha                          |                                                         |  |  |       |  |  |                          |  |  |                         |  |
|                                                                |                                               | Federico VIII di Schleswig-Holstein-Sonderburg-Augustenburg | Cristiano di Schleswig-Holstein-Sonderburg-Augustenburg |  |  |       |  |  |                          |  |  |                         |  |
|                                                                |                                               | Federico VIII di Schleswig-Holstein-Sonderburg-Augustenburg | Cristiano di Schleswig-Holstein-Sonderburg-Augustenburg |  |  |       |  |  |                          |  |  |                         |  |
|                                                                |                                               | Federico VIII di Schleswig-Holstein-Sonderburg-Augustenburg | Luisa Sofia di Danneskiold-Samsøe                       |  |  |       |  |  |                          |  |  |                         |  |
| Augusta Vittoria di Schleswig-Holstein-Sonderburg-Augustenburg |                                               | Federico VIII di Schleswig-Holstein-Sonderburg-Augustenburg |                                                         |  |  |       |  |  |                          |  |  |                         |  |
|                                                                |                                               | Adelaide di Hohenlohe-Langenburg                            | Ernesto I di Hohenlohe-Langenburg                       |  |  |       |  |  |                          |  |  |                         |  |
|                                                                |                                               | Adelaide di Hohenlohe-Langenburg                            | Ernesto I di Hohenlohe-Langenburg                       |  |  |       |  |  |                          |  |  |                         |  |
|                                                                |                                               | Adelaide di Hohenlohe-Langenburg                            | Fedora di Leiningen                                     |  |  |       |  |  |                          |  |  |                         |  |
| Alessandrina di Prussia                                        |                                               | Adelaide di Hohenlohe-Langenburg                            |                                                         |  |  |       |  |  |                          |  |  |                         |  |
|                                                                | Federico Francesco II di Meclemburgo-Schwerin | Paolo Federico di Meclemburgo-Schwerin                      |                                                         |  |  |       |  |  |                          |  |  |                         |  |
|                                                                | Federico Francesco II di Meclemburgo-Schwerin | Paolo Federico di Meclemburgo-Schwerin                      |                                                         |  |  |       |  |  |                          |  |  |                         |  |
|                                                                | Federico Francesco II di Meclemburgo-Schwerin | Alessandrina di Prussia                                     |                                                         |  |  |       |  |  |                          |  |  |                         |  |
| Federico Francesco III di Meclemburgo-Schwerin                 | Federico Francesco II di Meclemburgo-Schwerin |                                                             |                                                         |  |  |       |  |  |                          |  |  |                         |  |
|                                                                |                                               | Augusta di Reuss-Köstritz                                   | Enrico LXIII di Reuss-Köstritz                          |  |  |       |  |  |                          |  |  |                         |  |
|                                                                |                                               | Augusta di Reuss-Köstritz                                   | Enrico LXIII di Reuss-Köstritz                          |  |  |       |  |  |                          |  |  |                         |  |
|                                                                |                                               | Augusta di Reuss-Köstritz                                   | Eleonora di Stolberg-Wernigerode                        |  |  |       |  |  |                          |  |  |                         |  |
| Cecilia di Meclemburgo-Schwerin                                |                                               | Augusta di Reuss-Köstritz                                   |                                                         |  |  |       |  |  |                          |  |  |                         |  |
|                                                                |                                               | Michail Nikolaevič Romanov                                  | Nicola I di Russia                                      |  |  |       |  |  |                          |  |  |                         |  |
|                                                                |                                               | Michail Nikolaevič Romanov                                  | Nicola I di Russia                                      |  |  |       |  |  |                          |  |  |                         |  |
|                                                                |                                               | Michail Nikolaevič Romanov                                  | Carlotta di Prussia                                     |  |  |       |  |  |                          |  |  |                         |  |
| Anastasija Michajlovna Romanova                                |                                               | Michail Nikolaevič Romanov                                  |                                                         |  |  |       |  |  |                          |  |  |                         |  |
|                                                                |                                               | Cecilia di Baden                                            | Leopoldo di Baden                                       |  |  |       |  |  |                          |  |  |                         |  |
|                                                                |                                               | Cecilia di Baden                                            | Leopoldo di Baden                                       |  |  |       |  |  |                          |  |  |                         |  |
|                                                                |                                               | Cecilia di Baden                                            | Sofia Guglielmina di Svezia                             |  |  |       |  |  |                          |  |  |                         |  |
|                                                                |                                               | Cecilia di Baden                                            |                                                         |  |  |       |  |  |                          |  |  |                         |  |